# Maratona de Dubai
A Maratona de Dubai é uma maratona anual que sediada em Dubai nos Emirados Árabes Unidos, desde 2000.
A corrida acontece Janeiro, a primeira aconteceu 14 de Janeiro de 2000. Em Abril de 2007, foi anunciada que seria a corrida maior premiação em longas distancias, da história, oferecendo 1 milhão de dólares totais e $250,000 para os primeiros colocados no masculino e feminino.

## Campeões

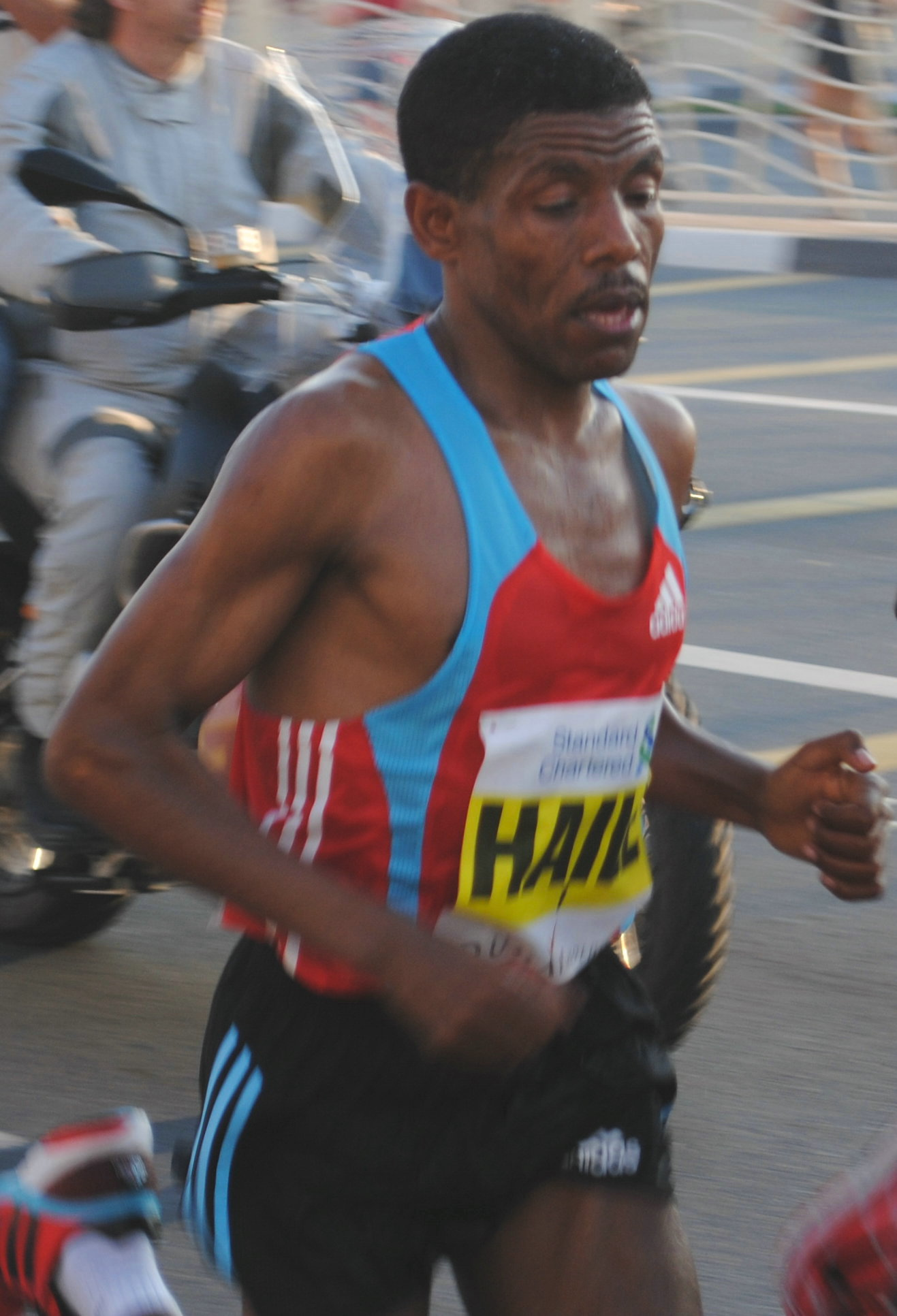
Haile Gebrselassie vencedor de 2010

Legenda:
      Recorde
| Edição | Hora | Masculino                | Tempo (h:m:s) | Feminino                  | Tempo (h:m:s) |
| ------ | ---- | ------------------------ | ------------- | ------------------------- | ------------- |
| 1º     | 2000 | Wilson Kibet (KEN)       | 2:12:21       | Ramilya Burangulova (RUS) | 2:40:22       |
| 2º     | 2001 | Wilson Kibet (KEN)       | 2:13:36       | Ramilya Burangulova (RUS) | 2:37:07       |
| 3º     | 2002 | Wilson Kibet (KEN)       | 2:13:04       | Albina Ivanova (RUS)      | 2:33:31       |
| 4º     | 2003 | Joseph Kahugu (KEN)      | 2:09:33       | Irina Permitina (RUS)     | 2:36:26       |
| 5º     | 2004 | Gashaw Asfaw (ETH)       | 2:12:49       | Leila Aman (ETH)          | 2:42:36       |
| 6º     | 2005 | Dejene Guta (ETH)        | 2:10:49       | Diribe Hunde (ETH)        | 2:39:08       |
| 7º     | 2006 | Joseph Kiprotich (KEN)   | 2:13:02       | Delilah Asiago (KEN)      | 2:43:09       |
| 8º     | 2007 | William Rotich (KEN)     | 2:09:53       | Askale Tafa (ETH)         | 2:27:19       |
| 9º     | 2008 | Haile Gebrselassie (ETH) | 2:04:53       | Berhane Adere (ETH)       | 2:22:42       |
| 10º    | 2009 | Haile Gebrselassie (ETH) | 2:05:29       | Bezunesh Bekele (ETH)     | 2:24:02       |
| 11º    | 2010 | Haile Gebrselassie (ETH) | 2:06:09       | Mamitu Daska (ETH)        | 2:24:18       |
| 12º    | 2011 | David Barmasai (KEN)     | 2:07:18       | Aselefech Mergia (ETH)    | 2:22:45       |
| 13º    | 2012 | Ayele Abshero (ETH)      | 2:04:23       | Aselefech Mergia (ETH)    | 2:19:31       |
| 14º    | 2013 | Lelisa Desisa (ETH)      | 2:04:45       | Tirfi Tsegaye (ETH)       | 2:23:23       |
| 15º    | 2014 | Tsegaye Mekonnen (ETH)   | 2:04:32       | Mulu Seboka (ETH)         | 2:25:01       |
| 16º    | 2015 | Berhanu Lemi (ETH)       | 2:05:28       | Aselefech Mergia (ETH)    | 2:20:02       |
| 17º    | 2016 | Tesfaye Abera (ETH)      | 2:04:24       | Tirfi Tsegaye (ETH)       | 2:19:41       |

## Referencias
1. ↑  «Dubai to stage $1 Million Marathon». IAAF. 14 de abril de 2007
2. ↑  «Dubai to stage world's richest-ever marathon». AMEInfo. 14 de abril de 2007
3. ↑  http://www.dubaimarathon.org/news/records-smashed-at-standard-chartered-dubai-marathon/
4. ↑  http://www.dubaimarathon.org/news/ethiopian-clean-sweep-in-dubai/
5. ↑  http://www.dubaimarathon.org/news/asefa-seboka-lead-ethiopian-whitewash/
6. ↑  http://www.dubaimarathon.org/news/ethiopian-clean-sweep-at-standard-chartered-dubai-marathon/
7. ↑  http://dubai.mikatiming.de/2016/?pid=leaderboard

## Ligações Externas
- Dubai Marathon official site